# Serusa
Serusa is een bestuurslaag in het regentschap Rokan Hilir van de provincie Riau, Indonesië. Serusa telt 2098 inwoners (volkstelling 2010).